# (2577) Литва
(2577) Литва (лит. Lietuva) — астероид, относящийся к группе астероидов пересекающих орбиту Марса и принадлежащий к спектральному классу E. Он был открыт 12 марта 1975 года советским астрономом Николаем Черных в Крымской обсерватории и назван в честь одной из прибалтийских стран — республики Литва.

Орбита астероида Литва и её положение в Солнечной системе
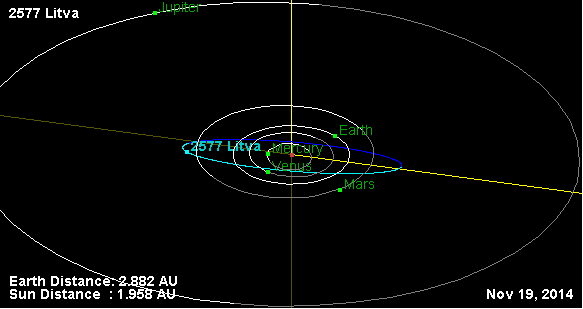
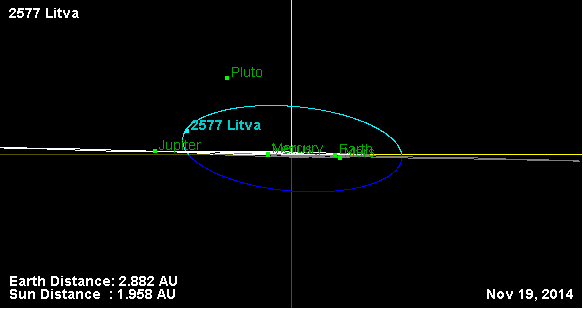

## Спутники
| Предварительное обозначение | Радиус орбиты | Диаметр |
| --------------------------- | ------------- | ------- |
| S/2009 (2577) 1             | 21 км         | 1,4 км  |
| S/2012 (2577) 1             | 378 км        | 1,2 км  |